# Henry Pope
Henry Pope, interprété par Stacy Keach, est un personnage du feuilleton télévisé Prison Break.

## Préambule
Henry Pope est le directeur de la prison de Fox River depuis 18 ans. Son objectif est de s'assurer  que les prisonniers deviennent des membres productifs de la société à leur libération. Ainsi il a mis en place le programme d'industrie pénitentiaire (PI), qui permet à des détenus d'acquérir une véritable expérience professionnelle. Il organise également un programme éducatif qui permet à des détenus de recevoir leur baccalauréat et même des diplômes d'enseignement supérieur. Il est marié avec Judy depuis 39 ans. C'est un homme profondément bon, qui dirige sa prison avec fermeté mais aussi beaucoup d'humanité. Il est, selon ses propres termes, "moins intéressé par le châtiment que par la réhabilitation" des hommes dont il a la charge.

## Saison 1
Pour leur quarantième anniversaire de mariage, Pope voudrait offrir à son épouse Judy une maquette du Taj Mahal. Cependant, il l'a mal construite et sollicite l'aide du détenu Michael Scofield, qui exerçait avant son incarcération le métier d'ingénieur dans le génie civil, pour s'assurer que la structure est bien stable. Michael va utiliser cette coopération pour l'accomplissement de son plan d'évasion.
Des années plus tôt à Toledo, à la suite d'une liaison adultérine, Pope a eu un enfant appelé Will Clayton, qui quelques années plus tard a eu des problèmes avec la justice et est mort à 18 ans. Pope a avoué son aventure à sa femme mais ne lui a rien dit à propos de Will. Dans l'épisode Le Transfert, les agents Kellerman et Hale vont essayer d'utiliser cette information pour faire chanter Pope et le contraindre à accepter le transfert de Michael dans une autre prison. Toutefois, leurs manœuvres échouent, Pope refuse le transfert et avoue tout à sa femme. Vraisemblablement, elle lui a pardonné tandis que Michael continuait de travailler sur la maquette du Taj Mahal.
Pope respecte Michael en tant qu'ingénieur mais également en tant que « decent young man » (« jeune homme correct »). Cette confiance réciproque n'a cessé de croître pendant que Michael rendait visite régulièrement à Pope pour l'aider sur son projet du Taj Mahal. Pour preuve, Pope a souvent laissé Michael sans surveillance dans son bureau. La nuit de l'évasion, Michael force le directeur à transférer Lincoln à l'infirmerie, avant de l'assommer. Pope a été choqué et s'est senti profondément trahi par Michael. Après l'évasion, il a immédiatement contacté la police et le gouverneur.

## Saison 2
Le directeur reste fidèle à son personnel même lorsque l'agent du FBI Alexander Mahone persiste pour vouloir interroger Sara Tancredi. Peu après, il doit s'expliquer devant le conseil qui le sanctionne d'une mise à l'épreuve de trois mois et d'une suspension de salaire de deux semaines. Mais en apprenant que Bellick est renvoyé, Pope s'indigne et donne sa démission en signe de protestation. Tout en vidant son bureau, Pope regarde la fameuse maquette du Taj Mahal et se remémore la confiance qu'il avait en Michael. Dans un excès de fureur, il la met en pièces.
Il réapparaît plus tard dans l'épisode 2x17 (Bad Blood) où il vient en aide à Michael et Sara, après que le jeune homme se soit excusé pour l'avoir utilisé. C'est sa dernière apparition dans la série.

### Lien  externe
- (en) Biographie du directeur Henry Pope sur le site officiel de la Fox